# Nyctemera noviespunctata
Nyctemera noviespunctata är en fjärilsart som beskrevs av Adalbert Seitz 1915. Nyctemera noviespunctata ingår i släktet Nyctemera och familjen björnspinnare. Inga underarter finns listade i Catalogue of Life.